# Iain Dale
Iain Campbell Dale (sinh ngày 15 tháng 7 năm 1962) là một phát thanh viên, nhà bình luận chính trị và nhà xuất bản người Anh. Dale viết blog chính trị Anh Iain Dale's Diary (thành lập năm 2002) và thường xuyên xuất hiện trên các kênh tin tức của Anh. Vào tháng 9 năm 2003, ông trở thành ứng cử viên bảo thủ đồng tính công khai đầu tiên tham gia cuộc bầu cử Quốc hội.
Dale là giám đốc điều hành của BiteBack Publishing cho đến tháng 5 năm 2018 và là nhà xuất bản của tạp chí Total Politics, 2008–12. Kể từ tháng 9 năm 2010, ông đã tổ chức một chương trình thảo luận lớn, thường xuyên trên đài phát thanh LBC. Trong cả tháng 7 năm 2013 và 2016, ông đã giành giải Người dẫn Chương trình của Năm tại Giải thưởng Phát thanh Thương mại Arqiva.

## Giáo dục và sự nghiệp
Dale sinh ra ở Cambridge, nhưng lớn lên ở Essex, nơi ông học trường tiểu học quận Ashdon và Trường Trung học Quận Saffron Walden. Ông có bằng cử nhân danh dự thứ hai về tiếng Đức, Ngôn ngữ học và giảng dạy tiếng Anh như một ngoại ngữ từ Đại học East Anglia năm 1985. Trước khi đến trường đại học, Dale đã dành khoảng thời gian làm trợ lý điều dưỡng tại Werner Wicker Klinik ở Tây Đức. Trong khóa học văn bằng của mình, ông đã dành một năm để dạy tiếng Anh tại nhà thi đấu ở Besigheim.
Dale là trợ lý nghiên cứu cho Nghị sĩ Quốc hội Bảo thủ Patrick Thompson (1985–87), Giám đốc Quan hệ Công chúng cho Liên đoàn Cảng Anh (1987–89), Nhà báo Tài chính với Lloyd's List (1989–90), và sau đó là phó giám đốc điều hành của Hiệp hội đối tác bờ sông và giám đốc điều hành của Công ty Hội nghị Bờ sông (1990–96).

## Đời tư
Dale đã công khai đồng tính từ khi ông 40 tuổi. Ông đã tham gia vào một quan hệ đối tác dân sự với đối tác lâu dài John Simmons vào ngày 15 tháng 6 năm 2008 tại Lâu đài Wadhurst ở East Sussex. Điều này đã được chuyển thành một cuộc hôn nhân vào năm 2015. Họ đã ở bên nhau từ năm 1995 và sống ở Tunbridge Wells; trước khi Dale gặp Simmons, ông sống ở Walthamstow trong sáu năm từ 1988.